# Katarína Máliková
Katarína Máliková (* 1990) je slovenská zpěvačka a písničkářka. Pochází z obce Polomka v regionu Horehroní. Doprovází se na klavír, klávesy a syntezátor. Se skupinou spoluhráčů natočila debutové album Pustvopol, na které nahrála úpravy lidových písní ze Zvolenska i své vlastní autorské skladby. Dle reakcí je mimořádně atmosférické. Album bylo oceněno ve slovenské anketě Radio Head Awards v kategoriích debut roku, nahrávka roku v kategorii world music/folk a album roku (cena kritiků). Spoluhráči z alba ji doprovázejí na koncertech (pod názvem „Katarína Máliková & ansámbel“), kde písně z debutového alba doplňuje novějšími skladbami či staršími písněmi s prvky šansonu a jazzu.

## Diskografie
- Pustvopol (2016)
- Postalgia (2019)